# Luigi Boitani

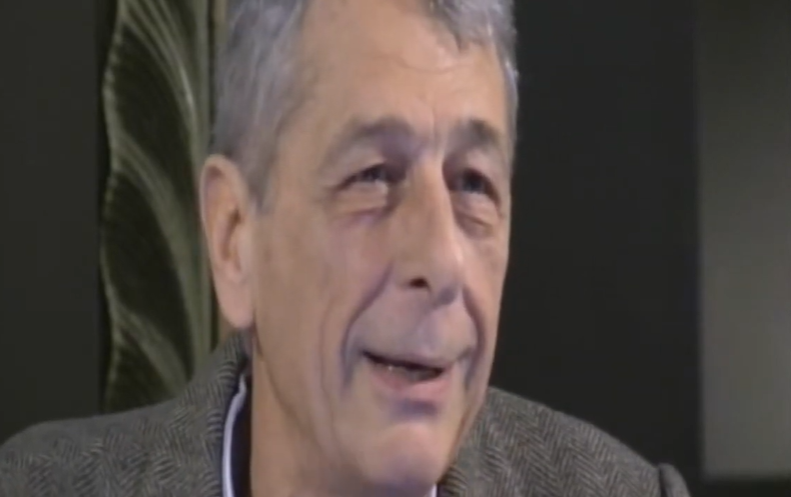
Luigi Boitani nel 2014

Luigi Boitani (Roma, 2 aprile 1946) è un biologo, scrittore e conduttore televisivo italiano. È il Presidente della Large Carnivore Initiative for Europe.

## Biografia
Laureato in scienze biologiche presso l'Università di Roma, è professore ordinario di Zoologia all'Università la Sapienza di Roma dove ricopre le cattedre di Biologia e conservazione della fauna selvatica per la laurea triennale in Scienze Biologiche e di Ecologia animale e biologia della conservazione per la laurea magistrale in Ecobiologia.
Lavorò per due anni (1971 e 1972) per la Università di Yale, prima di tornare in Italia e lavorare per l'Università dell'Aquila dove ricopriva la cattedra di zoologia.
Autore di 10 libri, oltre 300 contributi scientifici (su riviste e libri), altrettante comunicazioni a congressi e circa 80 rapporti tecnici nel campo della biologia della conservazione, è conosciuto soprattutto per il suo lavoro riguardo al lupo, specie della quale è uno dei massimi esperti italiani nonché mondiali.
Nell'arco della sua carriera ha ottenuto numerosi riconoscimenti nazionali e internazionali, fra cui il Wwf international conservation award. Collaboratore di Airone, è stato anche conduttore della trasmissione televisiva Pan. È stato presidente dal 2009 al 2011 della Society for Conservation Biology ed è attualmente presidente dell'Istituto di Ecologia Applicata di Roma (dal 1987) e del Large Carnivore Initiative for Europe.
Ha recentemente completato due grandi progetti di ricerca internazionale sui mammiferi dell'Africa e del Sud Est Asia con finanziamenti della Commissione Europea e la realizzazione della Rete Ecologia Nazionale per i Vertebrati. In collaborazione con colleghi australiani ed americani, svolge un vasto programma di ricerca nel campo della Sistematic Conservation Planning. Ha svolto attività di ricerca in molte aree protette italiane su incarico degli enti di gestione, delle Regioni e del Ministero dell'ambiente. Ha realizzato, da coordinatore o esperto zoologo, i Piani di gestione di oltre 30 Parchi nazionali in Italia e in Africa. Nel 2014, Boitani ha firmato un accordo di cooperazione tra la Grande Iniziativa Carnivoro per l'Europa e Rewilding Europe. Inoltre, Boitani è uno dei sei membri della Fondazione Segré.

## Opere
- 1982 - Mammiferi
- 1987 - Dalla parte del lupo: la riscoperta scientifica e culturale del mitico predatore